# Watażka
Watażka (z ukr. ватажок/watażok, ватажка/watáżka) – dowódca watahy, czyli zbrojnej grupy ludzi, czeredy, często o charakterze rozbójniczym. Określenie to było również popularne na Ukrainie w czasach Rzeczypospolitej Obojga Narodów. Mianem tym określano wtedy drobniejszych dowódców kozackich. Pojęcie to jest także często używane w odniesieniu do samozwańczych przywódców chińskich prowincji z czasów ery militarystów.
Obecnie słowo to ma wydźwięk pejoratywny, nazywa się „watażką” awanturników, wichrzycieli, pociągających za sobą innych.